# Betray My Secrets
Betray My Secrets — сайд-проект лидера немецкой металл-группы Darkseed Ш. Хертриха, вышедший в середине 1999 года (Serenades Records).

## История
Идея создания сайд-проекта «Betray My Secrets» принадлежит лидеру группы Darkseed Штефану Хертриху в 1997 году. Как говорит сам Ш. Хертрих, название, связанное с выражением «Мои секреты» (My secrets) означает те музыкальные идеи, которые не были включены на CD в прошлом, то, что было у него на уме, то, что не знал никто.
В конце лета 1997 года Ш. Хертрих записал первый материал, который базировался на клавишных и представлял собой мрачновато-задумчивую музыку. Затем Штефан добавил гитарные партии, после чего его композиции стали больше напоминать опусы «Anathema» с альбома «Silent enigma». Когда у Хертриха были готовы четыре песни, он решил показать своё творение Кристиану Байстрону, чтобы тот помог ему в дальнейшей работе. Байстрон являлся гитаристом «Megaherz», а его знакомство со Штефаном началось еще в те времена, когда Кристиан продюсировал первые работы «Darkseed». В конце 1997-го и начале 1998-го парни потратили несколько недель и довели треки «Ever Expanding Eternity», «Oh Great Spirit», «Of Things Not Seen», «Little Wanderer» до логического завершения, в результате чего начало вырисовываться направление «Betray my secrets» — этно-метал. При записи демоверсии участвовали Штефан Хертрих (вокал), Кристиан Байстрон (басовые и гитарные партии), Харальд Винклер (член группы Darkseed) (ударные). Демозаписи отправили на «Serenades records», и лейбл для начала согласился издать пару песен в виде сингла. Семидюймовая виниловая пластинка вышла в свет в 1998 году тиражом всего 500 экземпляров, в неё вошли треки «Of Things Not Seen» и «Oh Great Spirit». Выпущенные треки, со слов Хертриха, не были сильно наполнены этническими влияниями.
В 1999 году Хертрих и Байстрон продолжили работу над проектом, подготовив ещё шесть треков, попутно дополнили и улучшили предыдущие четыре трека. Во время работы музыканты добавили этнические (восточные и африканские) элементы, разбавив металлическое звучание «Betray My Secrets». В этом проблем не было, ибо Байстрон ранее продюсировал медитативные пластинки, поэтому имел обширные связи в этой области, что не составило ему труда привлечь к проекту большое количество сессионщиков. В записи проекта принимали участие женщины-вокалистки, тибетские «инструментальщики», немецкие оперные певцы, Дао-поэты, африканские вокалисты, китайские гитаристы, ситар, перуанская перкуссия, табла, индийские и малайзийские флейты, непальская пикколо-флейта, китайские перкуссионисты (играли на жестяных барабанах) и т. д.
Полноценный альбом «Betray my Secrets» — «Shamanic Dream» — был издан лейблом «Serenades records» 30 июля 1999 года и включал в себя 10 треков. Концертов «Betray my Secrets» никогда не было, так как «к сожалению, в турне никак не поедешь, хотя предложений было достаточно, слишком много музыкантов вовлечено в проект. Мы же не можем таскать с собой всех этих восточных и африканских музыкантов, больно дорого!» (Ш. Хертрих). Альбом был хорошо воспринят металлической общественностью, но, похоже, этот релиз стал последним в дискографии «Betray my secrets», и музыканты группы занялись другими делами.

## Содержание
В текстовом плане песни «Betray my secrets» затрагивают мистические, религиозные и философские темы. Авторы смешивают как музыкальные стили, так и различные системы верований, мышления и мировосприятия в высококачественный атмосферный винегрет, оставляющий достаточно места для свободы интерпретации, который придется по вкусу многим любителям магии эзотерики и философии.

## Состав
- Штефан Хертрих (Stefan Hertrich) — вокал.
- Харальд Винклер (Harald Winkler) — ударные.
- Кристиан Байстрон (Christian «X-ti» Bystron) — бас и гитара.

## Список композиций
- Shamanic dream — 1998

1. Of Things Not Seen 5:53
2. Oh Great Spirit 6:23
- Shamanic dream — 1999

1. Shamanic Dream 7:04
2. Ever Expanding Eternity 6:00
3. God And Me 4:30
4. Oh Great Spirit 6:23
5. Of Things Not Seen 5:53
6. Desert Dance 5:14
7. Forgive Them 8:44
8. Little Wanderer 3:26
9. From The Goddess 7:10
10. Save My Belief 8:07